# St. Vincenz (Schöningen)

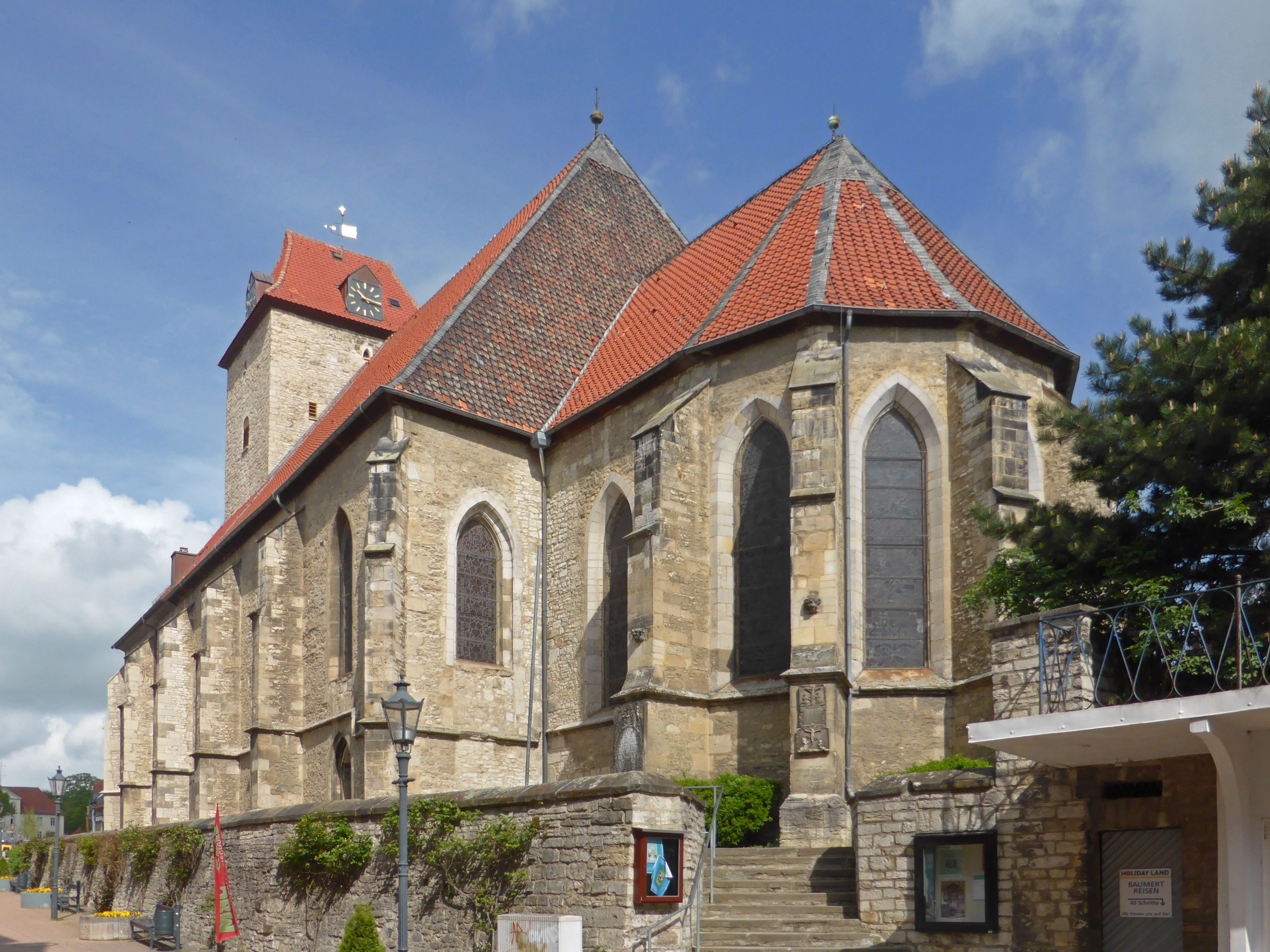
St. Vincenz

Die evangelisch-lutherische Kirche St. Vincenz steht in Schöningen, einer Stadt im Landkreis Helmstedt von Niedersachsen. Die Kirchengemeinde gehört zum Pfarrverband Helmstedt-Süd der Propstei Helmstedt der Evangelisch-lutherischen Landeskirche in Braunschweig.

## Beschreibung
Die erste Kirche stammte aus dem 11. Jahrhundert, die zweite wurde um 1250 gebaut. In der Fehde mit dem Magdeburger Erzbischof wurde die Saalkirche 1347 beschädigt. Beim Wiederaufbau wurde das Langhaus um zwei Seitenschiffe erweitert. Von dieser dritten Kirche ist heute die Nordwand erhalten. Der Bau der gotischen Hallenkirche mit drei Kirchenschiffen und vier Jochen, deren Wände von Strebepfeilern gestützt werden, begann 1429 und wurde um 1460 vollendet. Vom Vorgängerbau wurde der querrechteckige Kirchturm im Westen aus dem 13. Jahrhundert übernommen. Die Seitenschiffe wurden bis zur Front des Turms vorgezogen. Der querrechteckige, eingezogene Chor aus einem Joch hat einen fünfseitigen Abschluss. Das Langhaus ist mit einem Satteldach bedeckt, der Turm quer mit einem Walmdach mit Dachgauben für die Zifferblätter der Turmuhr. Im Langhaus wurden 1658 Emporen eingebaut. Die Sakristei wurde an ihn nach Norden angebaut. Über ihr befindet sich die Patronatsloge von 1657, zu der eine Wendeltreppe hinaufführte, die 1850 abgebrochen werden musste, weil sie sich von der Wand löste. Die Kirche wurde 1563 und besonders durch den Stadtbrand 1644 beschädigt. Bei der anschließenden Wiederherstellung von 1644 bis 1658 auf Initiative von Anna Sophia von Brandenburg wurden die Pfeiler achteckig verstärkt und ein spitzbogiges Kreuzgratgewölbe mit kräftigen Gurtbögen eingezogen. Im Chor blieb das alte spätgotische Sterngewölbe erhalten.

## Ausstattung
Zur Kirchenausstattung gehören ein Altarretabel von 1647, auf dessen Predella das Abendmahl dargestellt ist, und eine Kanzel von 1652 am südöstlichen Pfeiler des Kirchenschiffs, auf dessen Kanzelkorb fünf geschnitzte Statuetten stehen. Ursprünglich füllten die Aufbauten des Altarretabels die gesamte Höhe des Chors. Sie wurden durch eine Ädikula ersetzt, die von vier korinthischen Säulen gegliedert ist.
Im Jahr 1646 sollte eine Orgel mit 33 Registern, drei Manualen und einem Pedal von Jonas Weigel gebaut werde, von der aber nur der Prospekt mit geschnitztem Knorpelwerk auf der Westempore fertig wurde, das sich bis in die Spitze des Gewölbes türmt. Herzog August II. beauftragte Johann Friedrich Besser, ein Werk mit nur 22 Registern, zwei Manualen und einem Pedal fertigzustellen. Im Jahr 1992 erhielt die Karl Schuke Berliner Orgelbauwerkstatt den Auftrag, die Orgel in der Konzeption von Jonas Weigel zu bauen.